# Bactrocera fastigata
Bactrocera fastigata
 es una especie de díptero que Tsuruta y White describieron por primera vez en 2001. Bactrocera fastigata pertenece al género Bactrocera de la familia Tephritidae. Esta especie como plaga agrícola ha sido atacada por los agricultores en Sri Lanka.